# Elasto Kapowezha
Elasto Lungu Kapowezha (ur. 21 lipca 1974) – zimbabwejski piłkarz grający na pozycji obrońcy i pomocnika, reprezentant kraju, trener piłkarski. Od 2005 roku posiada także obywatelstwo południowoafrykańskie.

## Życiorys
Jest synem Epherta Lungu, zdobywcy nagrody Soccer Star of the Year za 1983 rok. Wraz z drużyną Churchill wygrał w 1992 i 1994 roku amatorski puchar Copa Coca-Cola. Wskutek występów w tym turnieju otrzymał powołanie do reprezentacji Zimbabwe U-20 oraz przeszedł do piłkarskiej szkoły Darryn T.
W 1995 roku grał w reprezentacji Zimbabwe U-23 w ramach eliminacji do Letnich Igrzysk Olimpijskich 1996. W turnieju kwalifikacyjnym strzelił cztery gole. Seniorską karierę rozpoczynał w 1995 roku w CAPS United. W połowie 1995 roku został piłkarzem Sokoła Tychy. W I lidze w barwach Sokoła rozegrał dwa mecze, debiutując 15 października w zremisowanym 0:0 spotkaniu z Lechią/Olimpią Gdańsk. Rundę wiosenną rozegrał w Dyskobolii Grodzisk Wielkopolski. W sezonie 1996/1997 był zawodnikiem Lecha Poznań, dla którego wystąpił w pięciu meczach I ligi.
W 1997 roku przeniósł się do Południowej Afryki, wiążąc się kontraktem z AmaZulu FC. 19 kwietnia 1998 roku rozegrał jedyny mecz w reprezentacji A, występując w wygranym 5:2 spotkaniu z Namibią w ramach Pucharu COSAFA. W 2000 roku przeszedł do Ria Stars FC, następnie grał w innych południowoafrykańskich drużynach: Pietersburg Pillars, Dynamos FC i Wits University. W 2006 roku został zawodnikiem FC Azziz Kara, gdzie zakończył karierę w roku 2012.
W latach 2011–2012 był trenerem FC Azziz Kara. Jako trener pracował także w Witbank Spurs FC i Maccabi FC. W 2016 roku objął stanowisko dyrektora generalnego w All Stars FC, a w 2020 roku został kierownikiem drużyny Moroka Swallows FC. Był także ekspertem telewizyjnym w kanale SuperSport TV, pracował ponadto jako coach.
Uzyskał licencjat z marketingu na Uniwersytecie Południowej Afryki, posiada także dyplom z zarządzania sportem i certyfikat z zarządzania biznesem.

## Statystyki ligowe
| Sezon         | Klub        | Liga   | Mecze | Gole |
| ------------- | ----------- | ------ | ----- | ---- |
| 1995/1996 (j) | Sokół Tychy | I liga | 2     | 0    |
| 1996/1997     | Lech Poznań | I liga | 5     | 0    |